# Philopotamus ketamus
Philopotamus ketamus är en nattsländeart som beskrevs av Giudicelli och Dakki 1984. Philopotamus ketamus ingår i släktet Philopotamus och familjen stengömmenattsländor. Inga underarter finns listade i Catalogue of Life.